# Aleksandr Nikolski

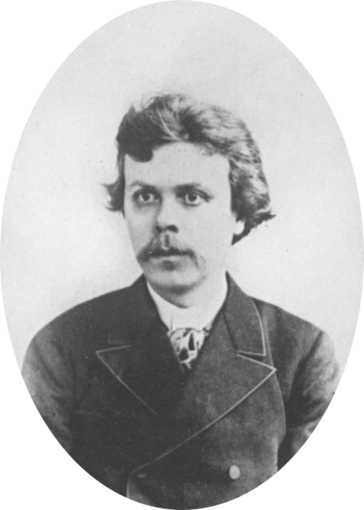
Aleksander Michajłowicz Nikolski

Aleksandr Michajłowicz Nikolski (ros. Александр Михайлович Никольский, ur. 18 lutego 1858 w Astrachaniu, zm. 8 grudnia 1942 w Charkowie) – rosyjski zoolog.
Od 1877 do 1881 r. studiował na Uniwersytecie w Sankt Petersburgu, tytuł doktora uzyskał w 1887 r. Od 1881 do 1891 r. brał udział w licznych ekspedycjach zoologicznych na Syberię, Kaukaz, Bliski i Daleki Wschód. W 1887 r. został profesorem na Uniwersytecie w Petersburgu, od 1895 był kustoszem kolekcji herpetologicznej w Muzeum Zoologii Akademii Nauk. Od 1903 r. na katedrze Uniwersytetu w Charkowie.